# Sabina (Grão-Pará)
Pour les articles homonymes, voir Sabina.
Sabina, née vers 1726, est une guérisseuse autochtone du Brésil accusée de sorcellerie par l'Inquisition portugaise.

## Biographie
Les historiens ne sont pas entièrement certains si les actes des procès de cette époque décrivent deux autochtones du nom de Sabina accusées de sorcellerie, mais la plupart partent du principe qu'il s'agit d'une seule et même personne. La première trace écrite est une dénonciation de 1747, qui décrit Sabina comme une autochtone esclavagisée par Bento Guedes de Sá dotée d'un talent pour l'exorcisme. En 1766, l'Inquisition portugaise accuse de sorcellerie une autochtone du nom de Sabrina âgée d'une quarantaine d'années, résidente de Vila dos Colares dans la Capitainerie du Grão-Pará (pt), juridiquement considérée comme une personne libre. Ce sont trois de ses clients qui l'ont dénoncée à l'inquisiteur Geraldo José de Abranches. Les personnes puissantes de la région faisaient appel aux services de Sabina, par exemple le gouverneur João de Abreu Castelo Branco (pt). En 1767, le témoin Raimundo José Bittencourt comparaît et rapporte:
« Chegando pediu logo um cachimbo com tabaco e fogo, fez cruzes com o dedo polegar na testa e falando Padre, Filho, Espírito Santo e a Virgem Maria... Defumou o olho direito do paciente e lhe introduziu a própria língua, andando com ela a rodado do dito olho pela parte interior e depois desta diligência fez ação de vomitar e lançou na sua mão um bicho com forma de "lairas" pela parte do rabo... E lavar os olhos com água benta para mais depressa sarar. »
« Quand elle est arrivée, elle a immédiatement demandé une pipe avec du tabac et du feu, a fait des croix avec son pouce sur son front et a dit Père, Fils, Saint-Esprit et Vierge Marie... Elle a fumigé l'œil droit du patient et y a inséré sa langue, en faisant le tour de l'intérieur de l'œil avec, après quoi elle l'a fait vomir et lui a jeté un animal en forme de « lairas » par le cul... Et elle a lavé ses yeux avec de l'eau bénite pour qu'ils guérissent plus vite. »
— Traduction libre
La chercheuse Gilmara Cruz de Araújo remarque que les trois délateurs alternent entre deux modes : d'une part ils louent les vertus des guérissages et exorcismes de Sabina, et d'autre part ils l'accusent de tirer ses pouvoirs de puissances démoniaques. Elle explique cette incohérence par la peur et l'admiration de l'Inquisition.